# Африканская база
Африканская база, или сокол-кукушка (лат. Aviceda cuculoides), — вид хищных птиц семейства ястребиных. Выделяют три подвида.

## Внешний вид
Средних размеров хищная птица, внешне напоминающая обыкновенную кукушку (отсюда английское название «cuckoo-hawk» — буквально «кукушка-ястреб»). Длина 38—43 см, масса 220—296 г, размах крыльев 85—95 см. Голова, шея и верхняя часть груди в основном серые, с небольшим черноватым хохолком на голове и узким участком каштанового цвета на затылке. Оставшаяся верхняя часть тела в основном черновато-коричневая. Хвостовые перья короткие, чёрные, с тремя серыми полосами и серовато-белыми кончиками. Одной из наиболее примечательных деталей внешности этого вида являются яркие глаза, жёлтые у самок и рыжевато-красные у самцов, а также нижняя часть тела, окрашенная в белый цвет с контрастными тёмными поперечными полосками. Восковица зеленовато-жёлтая, лапы жёлтые.

## Распространение
Встречается в Африке южнее Сахары, от Сенегала на западе до Кении на востоке, на юг достигает Анголы по западному побережью и юго-восточной Южной Африки по восточному. Населяет в основном лесистые местности, встречается на деревьях, растущих вдоль рек, во влажной облесённой саванне, на эвкалиптовых и сосновых плантациях и даже в пригородных садах.
Выделяют три подвида:
- A. c. cuculoides Swainson, 1837 —	от Сенегала до юго-запада Эфиопии и севера Демократической Республики Конго
- A. c. batesi (Swann, 1920) —	от Сьерра-Леоне до Уганды и севера Анголы
- A. c. verreauxii Lafresnaye, 1846 — от востока Анголы до Уганды и Южной Африки

## Образ жизни
Это одиночная и скрытная птица, перемещающаяся в поисках добычи с дерева на дерево короткими перелётами. На жертву пикирует сверху, а в случае с хамелеонами и насекомыми — хватает с веток. Питается в основном крупными насекомыми, такими как жуки, кузнечики и термиты, рептилиями, такими как змеи и ящерицы, реже небольшими млекопитающими, птицами, рыбой и даже крабами.
Сезон размножения в южной Африке приходится на сентябрь—март, но в тропиках связан с началом сезона дождей, поэтому в Западной Африке приходится на июнь—август, а в Кении — на март—июнь и ноябрь-февраль. Пара строит непрочное гнездо из покрытых листьями веточек, размером 25—30 см в поперечнике и 15—25 см высотой, с неглубокой чашечкой, выстланной зелёными листьями, на высоте 10—30 м от земли в скрытой развилке кроны дерева. В кладке 2 (редко 3) яйца. Насиживание длится 32—33 дня. Птенцы полностью оперяются через 30—42 дня, их кормят оба родителя.